# Marie-Claire Scamaroni
Pour les articles homonymes, voir Scamaroni.
Marie-Claire Scamaroni, née le 22 septembre 1913 à Paris, où elle est morte le 18 juillet 2006, est une résistante et femme politique française, élue en Corse, députée européenne.

## Biographie
Pendant la Seconde Guerre mondiale, Marie-Claire Scamaroni entre dans la Résistance aux côtés de François Boquet, l'adjoint de Jean Cavaillès. Elle est la sœur du résistant Fred Scamaroni.
Après la guerre, elle est la première femme élue en Corse. Elle est député européenne en 1983-1984.
Elle élevée à la dignité de grand officier de la Légion d'honneur en 2004. Elle meurt le 18 juillet 2006 à Paris.

## Détail des fonctions et des mandats
Mandat parlementaire
- 11 mars 1983 - 23 juillet 1984 : Députée européenne

## Distinctions
- Grand officier de la Légion d'honneur[5] (décret du 9 avril 2004) en tant que "vice-présidente du Comité d'action de la Résistance"[6] ; commandeur du 23 mai 1996[6].
- Grand-croix de l'ordre national du Mérite[5].
- Médaille de la Résistance française (décret du 20 novembre 1946)[5],[7].
- Croix du combattant volontaire de la Résistance[5]